# Oxyopes extensipes
Oxyopes extensipes là một loài nhện trong họ Oxyopidae.
Loài này thuộc chi Oxyopes. Oxyopes extensipes được Arthur Gardiner Butler miêu tả năm 1876.